# Atari Panther
La Atari Panther es una consola de videojuegos cancelada de 32 bits producida por Atari Corporation, que iba a ser la sucesora de la Atari 7800 y Atari XEGS. Fue desarrollado por el mismo exequipo de Sinclair, Flare Technology, que antes eran responsables de la Flare One y el Konix Multisystem. Iba a ser una combinación de la Atari ST y de la tarjeta de vídeo Blossom.
El trabajo de la consola se inició en 1988, junto con el proyecto de Jaguar de 64 bits (que se esperaba que apareciera dos años después de la Pantera). La Panther fue programada para ser lanzada en 1991, compitiendo directamente con la Super Nintendo Entertainment System. Sin embargo Atari abandonó el proyecto, ya que el trabajo en el proyecto Jaguar se movía mucho más rápido. La cancelación significaba que Atari no tenía presencia de hardware en el mercado de consolas de sobremesa entre la interrupción de la Atari 7800 en 1990 y el lanzamiento de la Atari Jaguar en 1993, que se cree que ha debilitado la marca y probablemente contribuyó al fracaso de este último.

## Hardware
Cuenta con tres chips, que consiste en un Motorola 68000 corriendo a 16 MHz, un procesador de objetos llamado Panther, y un procesador de sonido de Ensoniq llamado Otis, que ofrece 32 canales de sonido (presumiblemente un ES5505). La Panther nunca fue fabricada en masa, ya que el diseño fue eclipsado por el del Jaguar.

## Juegos
Tres juegos fueron planeados para el lanzamiento de la Panther:
- Cybermorph
- Trevor McFur in the Crescent Galaxy
- Raiden

Todos los juegos anteriores fueron posteriormente reescritos para la Atari Jaguar tras la desaparición de la Panther.